# Gerhard Moerner

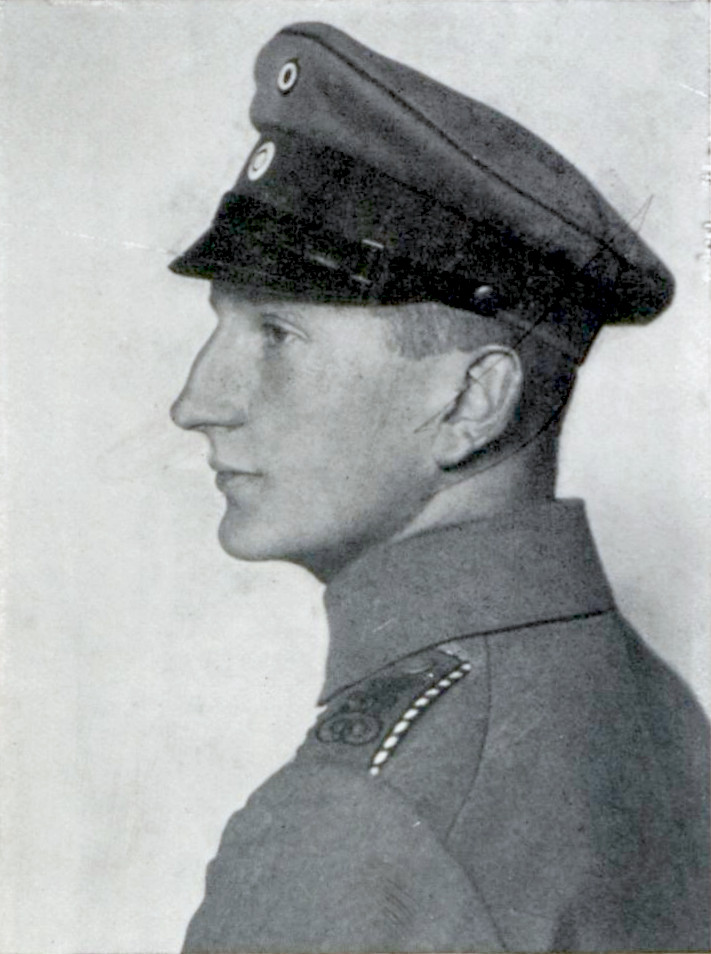
Gerhard Moerner als Einjährig-Freiwilliger

Gerhard Moerner (* 22. Oktober 1894 als Gerhard Klaus Müller in Halle an der Saale; † 15. April 1917 bei Lombardsijde, Flandern) war ein deutscher Autor und expressionistischer Lyriker. Moerners Gedichte und Geschichten handeln zumeist vom Ersten Weltkrieg, in dem er selbst umkam.

## Leben
Gerhard Müller war der Sohn des Schriftstellers und Journalisten Carl Müller-Rastatt (1861–1931). Der spätere Literaturhistoriker Günther Müller (1890–1957) war sein älterer Bruder. Gerhard Müller wurde in Halle geboren, wo sein Vater Redakteur der Saale-Zeitung war. 1899 zog die Familie nach Hamburg. Dort besuchte Müller das Wilhelm-Gymnasium, wo er zu Ostern 1913 das Reifezeugnis erhielt.
Nach dem Abitur studierte er deutsche Literatur und Kunstgeschichte in Bonn, München und Leipzig. Im Ersten Weltkrieg diente Müller als Infanterist im Matrosen-Regiment Nr. 1 an der Westfront. Sein Regiment war Teil der 1. Marine-Division, die im nördlichen Flandern den Stellungskrieg führte und für die Küstensicherung verantwortlich war. Im April 1917 wurde Müller im belgischen Küstendorf Lombardsijde durch einen Artilleriesplitter tödlich getroffen. Sein Grab wurde später auf die Kriegsgräberstätte Vladslo umgebettet.
Unter dem Pseudonym Gerhard Moerner veröffentlichte er einige Gedichtbände, die im kleinen Hamburger Kugel-Verlag erschienen. Dieser Verlag wurde wohl von seinem Vater betrieben, das Verlagsprogramm wird dem Expressionismus zugerechnet. In der Tageszeitung Hamburgischer Correspondent, deren Feuilleton sein Vater leitete, veröffentlichte Moerner einige Gedichte und Kurzgeschichten. Dort erschien 1918 ein literarischer Nachruf auf Moerner. Am 22. Juni 1931 fand in Hamburg eine Gedenkfeier für Gerhard Moerner statt, die von der NORAG im Radio übertragen wurde.
Das Gedicht Nacht im Schützengraben schrieb Moerner wohl 1915, es erschien postum 1918 und wurde in einige Anthologien von Weltkriegs-Lyrik aufgenommen:
Tief will sich der Himmel neigen,

schwer von seiner Sternenlast.

Runde Leuchtraketen steigen

auf zu seinem Blaudamast.

Rückwärts ist mein Kopf geglitten

auf den Sand der Schulterwehr.

Und mir ist, als wär’ ich mitten

in dem weißen Silbermeer.

Schüsse fallen, Rufe kommen,

meine Hand fühlt kühlen Wind,

Und ich weiß kaum, traumbenommen,

noch, was Stern, was Augen sind.

## Werke (Auswahl)
- Gedichte. Kugel-Verlag, Hamburg 1913.
- Heldentaten und Abenteuer des Musketiers Ungetüm, Hamburgischer Correspondent. (Erzählung in 13 Fortsetzungen, erschienen 27.09.1916 – 15.06.1917)
- Devotionalien. Kugel-Verlag, Hamburg 1916. (Gedichte)
- Lieder eines schwarzen Pierrots. Hamburg 1917 (Privatdruck)
- Aus dem Felde. Kugel-Verlag, Hamburg 1918. (Gedichte, Volltext)